# Descurainia brevifructa
Descurainia brevifructa là một loài thực vật có hoa trong họ Cải. Loài này được Boelcke ex J.B.Martínez mô tả khoa học đầu tiên năm 1994.